# Piauhau hurleur
Lipaugus vociferans
Espèce
Statut de conservation UICN

 LC  : Préoccupation mineure
Le Piauhau hurleur (Lipaugus vociferans), communément appelé Paypayo en Guyane française, est une espèce d'oiseau de la famille des Cotingidae.
Ce petit oiseau gris de 28 cm est emblématique de la forêt amazonienne, notamment par son appel caractéristique.

## Répartition
Cet oiseau vit au nord de l'Amérique du Sud, notamment dans les forêts humides bordant l'Amazone, l'Orénoque et leurs affluents, par exemple en Bolivie, au Brésil, en Colombie, en Équateur, au Pérou et au Venezuela, ainsi qu'au Guyana et en Guyane française, et l'on entend son puissant chant trisyllabique en fond sonore dans presque tous les documentaires tournés dans ces pays.